# (283329) 1997 RG8
1997 أر جي 8 (ويعرف أيضًا باسم (283329) 1997 أر جي 8 وفق تسمية الكوكب الصغير) (بالإنجليزية: 1997 RG8)‏ هو كويكب ضمن حزام الكويكبات؛ وترتيبه 283329 من حيث الاكتشاف.
اكتُشف هذا الجُرم الفلكي بواسطة Atsushi Sugie ‏ في 11 سبتمبر 1997.

## وصلات خارجية
- (283329) 1997 RG8 في قاعدة بيانات مختبر الدفع النفاث لأجرام النظام الشمسي الصغيرة

- الاكتشاف · مخطط المدار ·  العناصر المدارية · المعلمات المادية

- (283329) 1997 RG8 على موقع ويكي سكاي: DSS2, SDSS, GALEX, IRAS, Hydrogen α, X-Ray, Astrophoto, Sky Map, Articles and images